# Volker Ruth
Volker Ruth (* 19. Januar 1932; † 11. März 2009) war ein deutscher Metallphysiker. Er gehörte zu den Gründern der Carl von Ossietzky Universität Oldenburg und war dort bis zu seiner Emeritierung im Jahr 1998 tätig.

## Werdegang
Volker Ruth war zunächst an der Pädagogischen Hochschule Oldenburg tätig. Mit der Gründung der Carl von Ossietzky Universität Oldenburg im Jahr 1973 war er aktiv am institutionellen Aufbau beteiligt und baute als Professor für Physik zudem eine Arbeitsgruppe für Metallphysik auf. Er lehrte dort insgesamt 30 Jahre lang und veröffentlichte zahlreiche Arbeiten zur Festkörperdiffusion.
Ruth nahm Gastprofessuren an der Benares Hindu University in Indien sowie an der Ohio State University in der USA wahr.

## Forschung und Lehre
Der Forschungsschwerpunkt von Ruth lag im Bereich der Metallphysik, insbesondere in der Festkörperdiffusion. Er veröffentlichte mehrere Arbeiten zu diesem Thema und beteiligte sich am Aufbau des Forschungsprofils des Instituts für Physik. Auch in der Didaktik der Physik war er tätig. Er war Mitherausgeber der Schriftenreihe "Advances in Epitaxy and Endotaxy" (Budapest, Chemnitz, Oldenburg).

## Hochschulpolitisches Engagement
Neben Forschung und Lehre war Ruth in der akademischen Selbstverwaltung der Universität Oldenburg aktiv. Er war Mitbegründer der Professorengruppe "Demokratische Hochschule" und 15 Jahre Mitglied ihres Vorstands. Im Senat der Universität war er über mehr als ein Jahrzehnt vertreten. Dabei setzte er sich für eine stärke Beteiligung der Fachbereiche an hochschulpolitischen Entscheidungen ein und äußerte Kritik an zentralen Beschlüssen der Hochschulleitung.

## Tod
Volker Ruth starb am 11. März 2009 im Alter von 77 Jahren. Die Universität Oldenburg veröffentlichte einen Nachruf, in dem insbesondere sein Engagement in Forschung, Lehre und Hochschulpolitik gewürdigt wurde.